# Els Poblets
Els Poblets község Spanyolországban, Valencia autonóm közösségben, Alicante tartományban, a Girona folyó partján, közel a községhez tartozó Almadraba-fokhoz, ahol a Földközi-tengerbe torkollik. A település neve (valenciai nyelven a. m. "A falvak") történeti okra vezethető vissza: a már a 19. század folyamán egybeépült Setla és Mirarrosa falvak 1971-ben közigazgatásilag egyesültek Miraflor településsel, majd 1991-ben a község hivatalosan is felvette a korábban is általánosan használatos Els Poblets nevet. Lakosainak száma 2684 fő (2024). Els Poblets Dénia és El Verger községekkel határos.

## Népesség
A település lakosságának változását az alábbi diagram mutatja:
| Lakosok száma | 1857 | 2242 | 2865 | 3288 | 3394 | 3350 | 3246 | 2705 | 2721 | 2684 |
|               | 2001 | 2004 | 2006 | 2009 | 2011 | 2014 | 2016 | 2019 | 2021 | 2024 |